# Adrall

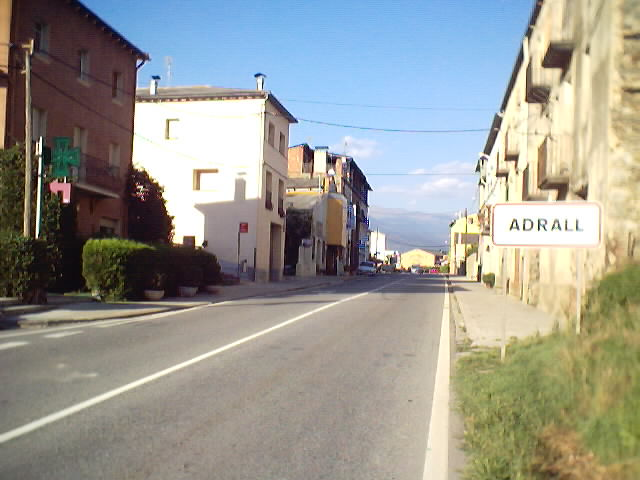
Entrada sud on s'apleguen la N-260 i la C-14

Adrall és un nucli del municipi de la Ribera d'Urgellet, a l'Alt Urgell. El poble està situat en un pla de la ribera del Segre a 639 metres d'altitud. Actualment té 217 habitants, a la població hi mor la carretera C-14 que enllaça amb la N-260, eix pirinenc, que porta fins a la Seu d'Urgell.
S'hi pot trobar l'església de Sant Pere, al costat nord-est, vora la façana amb portal de gran dovellatge, hi ha la torre del campanar. El camí ral travessava el Segre per un pont de fusta. Hi havia hagut el castell d'Adrall que el 1278 havia de passar del Bisbat d'Urgell al vescomte de Castellbò, però no es feu efectiva.
L'economia del terme és basada en l'agricultura i, sobretot, en la ramaderia de bestiar boví. Tot i això, la restauració i l'allotjament: restaurants, fondes i cases de turisme rural també tenen un paper molt important en l'economia d'Adrall.
A principis del segle passat la localitat va passar per moments d'autèntic esplendor. Era l'època en què funcionava una central tèrmica, amb lignit, procedent de l'explotació d'unes importants mines com les antigues mines de carbó d'Adrall.